# Szalajka-forrás

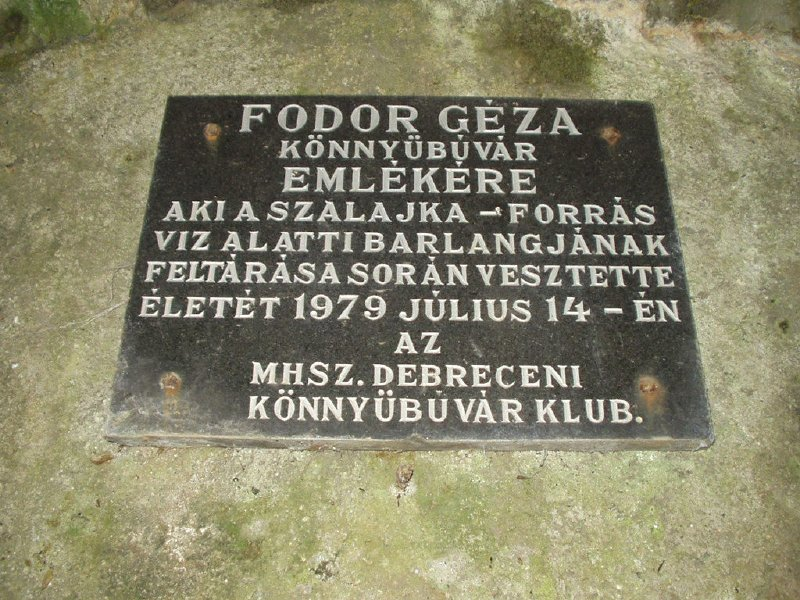
Fodor Géza emléktáblája a bejáratnál

A Szalajka-forrás a bükk-vidéki Szalajka-völgyben található. A Szalajka-patak egyik fő forrása. A Szalajka-forrásbarlangon keresztül jut ki a víz a felszínre.

## Leírás
Megközelítően 450 méter magasan fakad, a vízgyűjtő területe körülbelül 10 km². A Bükk hegység csapadékban leggazdagabb területéről (Nagy-fennsík nyugati töbrei) szállítja a vizeket föld alatti úton a Szalajka völgyébe. 
A legnagyobb vízhozama meghaladja az 1 m³/másodperc értéket, amíg a legkisebb vizek idején alig három liter másodpercenként. Átlagban azonban elmondható, hogy a 70 liter/másodperc értéket tartja. 
Eredetileg a forrás, a mostani helyétől körülbelül 50 méterre délre tört fel. Azonban az 1960-as évek vízfeltáró kutatásai érdekében, a mostani helyszínen tárót hajtottak a hegybe, hogy a forrást megcsapolják. 
A forrás valószínűleg egy hatalmas barlangrendszerből tör elő, amelyet még nem tártak fel. A forrás rendszeréhez tartozik a Hármaskúti-víznyelőbarlang is. Ez a barlangrendszer a légvonalban mért 3,5 kilométeres hosszával valószínűleg minimum hét kilométer hosszú föld alatti járatot tartalmaz.
Fodor Géza könnyűbúvár itt vesztette életét 1979-ben, a forrás feltárása közben. A Szalajka-forrásbarlang a Bükki Nemzeti Park Igazgatóság engedélyével látogatható.

## Kutatástörténet
A Szalajka-forrásbarlang 2012-től megkülönböztetetten védett barlang a vidékfejlesztési miniszter 4/2012. (II. 24.) VM utasítása szerint. 2013-tól a vidékfejlesztési miniszter 58/2013. (VII. 11.) VM rendelete szerint a Bükki Nemzeti Park Igazgatóság működési területén található barlang az igazgatóság hozzájárulásával látogatható.